# Amphizoa striata
Amphizoa striata is een keversoort uit de familie Amphizoidae. De wetenschappelijke naam van de soort is voor het eerst geldig gepubliceerd in 1927 door Van Dyke.